# Иконостас и тронови румунске православне цркве у Ечки
Иконостас и тронови румунске православне цркве у Ечки, месту у општини Зрењанин, подигнута је 1855. године, убрајају се као заштићено непокретно културно добро у споменике културе од великог значаја.
Сама румунска православна црква у Ечки је посвећена Светом Духу. Главне одлике храма су четири травеја наоса, полукружна апсида у ширини брода и припрата из које води кружно степениште на спрат звоника, као и репрезентативно западно прочеље са класицистичким елементима. Ентеријер је опремљен иконостасом и Богородичиним троном допремљеним из цркве у Црепаји. Једноставно декорисани, по свој прилици представљају касни рад новосадске дуборезбарске радионице браће Марковић. Судећи по стилским аналогијама, украшене су у другој половини 18. века, иконама Димитрија Поповића. Иконостас је у целини пресликао Менегело Родић 1939. године поштујући аутентична композициона решења.

## Галерија
- Иконостас
- Свети Никола
- Део иконостаса
- Западна фасада
- Јужна фасада